# Битка при Лесная
Битката при Лесная (на руски: Битва при Лесной; на шведски: Slaget vid Lesna) е важна битка в хода на Великата северна война. Тя се състои на 28 септември (стар стил) / 29 септември (шведски календар) 1708 г. край село в Могильовска област, Беларус. В нея руският цар Петър I и неговият най-важен генерал Александър Д. Меншиков разбиват шведската армия на генерал Адам Лудвиг Левенхаупт.

## Ход на военните действия
Тъй като кралят на Швеция Карл XII започва своя руски поход от Полша и армията му не е достатъчно добре запасена с провизии и муниции, той нарежда на управителя на Ливония Левенхаупт да се спусне на юг и да го подкрепи в това отношение. С 16 000 души, 17 оръдия и 7000 фургона с провизии Левенхаупт тръгва на юг, следван отблизо от малко по-голяма руска армия, командвана от Петър I. Той се надява да се съедини с основните шведски сили край Могильов, но тъй като Карл XII не го изчаква, русите го застигат и го принуждават да приеме сражение.
При нападението 3000 шведи са отвъд река Леснянка, така че не вземат участие в битката. Точното съотношение на силите в самата битка трудно може да се уточни, но вероятно е около 12 000 шведи срещу 14 000 руси. След първите силни атаки Меншиков притиска Левенхаупт към реката и, след като овладява моста, по който може да се отстъпи, го разбива. Левенхаупт губи 2000 фургона и 8500 души срещу 1100 руси.
Тази победа на русите обърква значително плановете на Карл XII за неговия руски поход, тъй като през октомври Левенхаупт довежда в лагера му само 6000 души и почти никакви провизии и муниции.